# Rubén Vallejos
Rubén Vallejos Gajardo (Parral, Chile, 20 de mayo de 1967) es un exfutbolista y actual entrenador chileno. Jugando como centrodelantero era conocido como "El Camión Vallejos", por su fuerza y potencia. Se destacó marcando goles en la década de los '90 en clubes como Deportes Antofagasta, Colo-Colo, Deportes Puerto Montt y Cobreloa. 

## Trayectoria
Se destacaba por su potencia y su capacidad goleadora. Debido a ello, durante 17 años de carrera recorrió 11 equipos, hasta fines de 2003 cuando a sus 36 años decidió retirarse del fútbol profesional jugando por Magallanes en Segunda División.
En el año 1987, jugó un Nacional de Fútbol Amateur en la ciudad de La Unión, donde llamó la atención de un veedor de Colo-Colo, donde estuvo por 3 meses en las inferiores. Sin espacio en el primer equipo, pasó a  Colchagua, luego pasó por Magallanes, Rangers, Palestino, Cobreloa y Colo Colo, entre otros clubes de Tercera, Segunda y Primera División.
El gran paso en su carrera fue su llegada a Colo-Colo en 1994, pero sus mejores momentos los vivió en Cobreloa. Además, fue goleador del Torneo Clausura de 1997 con Puerto Montt, marcando 10 goles, y junto a Rangers logró llegar a la final del Torneo Apertura de 2002, que perdió ante Universidad Católica. A pesar de todo, Vallejos nunca tuvo la oportunidad de jugar por la Selección Chilena.
Titulado como director técnico el 27 de diciembre de 2005 en el Inaf, fue director de la escuela de fútbol de Cobreloa filial Santiago en la comuna de Lo Prado, y entrenador de una de las series inferiores de dicho club en la capital. El año 2008 se hizo cargo interinamente de la dirección técnica del equipo adulto de Cobreloa, en el partido jugado ante la Universidad de Chile. Tras la llegada de Marco Antonio Figueroa como Director Técnico definitivo, Vallejos siguió ligado al primer equipo desempeñándose como ayudante técnico de dicho club. 
Posteriormente volvió a dirigir el primer equipo loíno, siendo técnico también posteriormente de Rangers y de Deportes Colchagua en tercera división, actualmente y desde 2013 está trabajando en las divisiones inferiores de Cobresal.

## Clubes

### Como jugador
| Club                  | País   | Año       |
| --------------------- | ------ | --------- |
| Deportes Colchagua    | Chile  | 1987-1989 |
| General Velásquez     | Chile  | 1989-1990 |
| Magallanes            | Chile  | 1991-1992 |
| Deportes Antofagasta  | Chile  | 1993      |
| Colo-Colo             | Chile  | 1994      |
| Palestino             | Chile  | 1995      |
| Correcaminos          | México | 1996      |
| Unión Española        | Chile  | 1996      |
| Deportes Puerto Montt | Chile  | 1997      |
| Cobreloa              | Chile  | 1998-2000 |
| Rangers               | Chile  | 2001-2002 |
| Magallanes            | Chile  | 2003      |

### Como entrenador
| Clubes              | País  | Año       | PJ  | PG | PE | PP | Efectividad |
| ------------------- | ----- | --------- | --- | -- | -- | -- | ----------- |
| Cobreloa            | Chile | 2008-2009 | 45  | 19 | 7  | 19 | 47.4%       |
| Rangers             | Chile | 2010      | 21  | 7  | 5  | 9  | 41.26%      |
| Colchagua           | Chile | 2012      | 26  | 12 | 10 | 4  | 58.97%      |
| Cobresal (Interino) | Chile | 2014      | 1   | 0  | 0  | 1  | 0%          |
| Cobresal            | Chile | 2015      | 8   | 4  | 0  | 4  | 50%         |
| Cobresal            | Chile | 2017      | 17  | 4  | 3  | 10 | 29.41%      |
| Total               | Total | Total     | 118 | 46 | 25 | 47 | 46.04%      |

## Palmarés

### Como jugador

#### Campeonatos nacionales
| Título     | Club      | País  | Año  |
| ---------- | --------- | ----- | ---- |
| Copa Chile | Colo-Colo | Chile | 1994 |

### Distinciones individuales
| Distinción                                                 | Año           |
| ---------------------------------------------------------- | ------------- |
| Máximo Goleador de la Primera División de Chile (10 goles) | Clausura 1997 |